# Le Dernier Pardon

Le Dernier Pardon  est un film muet français réalisé par Maurice Tourneur et sorti en 1913. 

## Fiche technique
- Réalisation : Maurice Tourneur
- Scénario : Gyp
- Société de production et de distribution : Laboratoires Éclair[1]
- Format : Noir et blanc — 35 mm — 1,33:1 — film muet
- Genre : Comédie
- Date de sortie : 
  - France : 1913

## Distribution
- Maurice de Féraudy
- Charles Krauss
- Fernandine Petit
- Polaire
- Henry Roussel
- Mme Van Doren

## Tournage
La complicité de Maurice de Féraudy avec Maurice Tourneur amplifie les effets comiques et réalistes pendant le tournage. 

## Analyse
Maurice Tournier a écrit qu'avec le recul, les innovations présentes dans ce film contribueront à l'amélioration scénique du cinéma. Mais la guerre éclate quelques mois après sa sortie. Les États-Unis prennent alors de l'avance dans le septième art reléguant le cinéma français à une place très en retard par rapport au début de siècle. 
L'acteur Louis de Funès — grand amateur de films muets — a déclaré après le tournage de La Soupe aux choux que l'amélioration du jeu scénique a toujours mené le cinéma à un tournant majeur dans son développement. Il prend comme exemple Le Dernier Pardon qui selon lui n'a pas eu la place qu'il méritait dans la mémoire nationale. Il déclare également que ce film marque le début du véritable cinéma, même en dépit de l'absence de paroles.